# 艾方索·柯朗
阿方索·卡隆·奥罗斯科（發音：[alˈfon.so kwaˈɾon] ⓘ，1961年11月28日—），生于墨西哥首都墨西哥城，墨西哥電影導演、編劇、監製、剪辑师和摄影师，拉丁美洲第一个奥斯卡最佳导演奖得主。
著名作品包括《羅馬》（2018年）、《地心引力》（2013年）、《人類之子》（2006年）、《哈利波特：阿茲卡班的逃犯》（2004年）、《你他媽的也是》（2001年）和《小公主》（1995年）。
2014年，阿方索·卡隆以《地心引力》勇奪奧斯卡最佳導演獎和最佳剪辑奖，成為奧斯卡金像獎史上首位抱回此獎項的拉丁美洲裔導演。
2018年拍摄的自传式西班牙语黑白电影《羅馬》再次获得金球奖、英国电影学院奖和奥斯卡最佳导演奖，以及金球奖最佳外语片，英国电影学院奖最佳影片、最佳摄影和最佳外语片，奥斯卡最佳外语片和最佳摄影奖；《罗马》成为首部获得奥斯卡最佳外语片的墨西哥电影，亦為首個由美國以外的奧斯卡最佳導演電影。

## 導演生涯

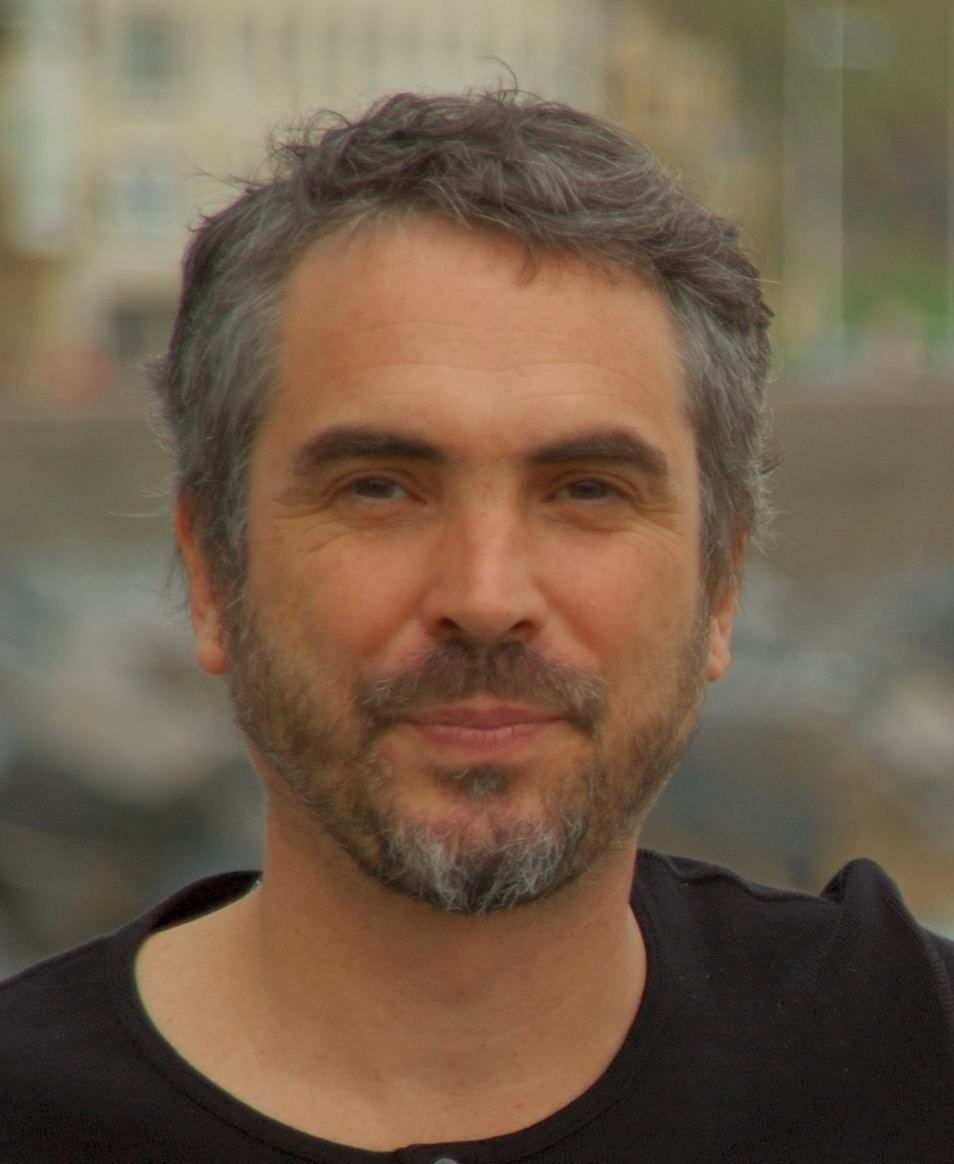
2005年9月于圣塞巴斯蒂安影展

1991年，在墨西哥國家電影基金的贊助下，他完成了劇情長片處女作《愛在歇斯底里時》，影片在多倫多影展放映後獲得了好評，他還因此被好萊塢製片人相中。1990年代中，他開始在好萊塢發展，最早是拍攝了幾集電視影集「Fallen Angels」。1995年執導了華納出品的《小公主》，反應不錯。1998年執導了大牌明星雲集的《烈愛風雲》。不過直到2001年他才拍出自己真正的代表作《你他媽的也是》。
2003年，柯朗執導《哈利·波特》系列改編電影第三集《哈利波特：阿茲卡班的逃犯》。他對原著的詮釋受到一些忠實波特迷的批評；然而，原書作者J·K·羅琳當時力挺柯朗，表示他的作品是她到目前為止個人最喜歡的波特系列電影。
2013年科幻灾难片《地心引力》大受好评，全球累计票房7亿美元，并为他陆续赢得第71届金球奖、美国导演工会奖、第67届英国电影学院奖以及第86届奥斯卡金像奖等多个最佳导演奖的肯定。
2018年，其执导的影片《罗马》获得第75届威尼斯国际电影节最佳影片金狮奖。2019年2月25日，阿方索·卡隆凭借《罗马》拿下第91届奥斯卡金像奖最佳导演、最佳外语片和最佳摄影奖。

## 電影作品
| 年份   | 電影                         | 導演 | 編劇 | 監製 | 剪輯 | 助理導演 |
| ------ | ---------------------------- | ---- | ---- | ---- | ---- | -------- |
| 1986年 | Les Pyramides Bleues         |      |      |      |      | 是       |
| 1991年 | 《愛在歇斯底里時》           | 是   | 是   | 是   | 是   |          |
| 1995年 | 《小公主》                   | 是   |      |      |      |          |
| 1998年 | 《烈愛風雲》                 | 是   | 是   |      |      |          |
| 2001年 | 《你他媽的也是》             | 是   | 是   |      | 是   |          |
| 2004年 | 《哈利波特：阿茲卡班的逃犯》 | 是   |      |      |      |          |
| 2004年 | 《報導》                     |      |      | 是   |      |          |
| 2004年 | 《刺殺尼克森》               |      |      | 是   |      |          |
| 2005年 | 《日蝕》                     |      |      | 是   |      |          |
| 2006年 | 《人類之子》                 | 是   | 是   |      | 是   |          |
| 2008年 | 《粗魯與陳腐》               |      |      | 是   |      |          |
| 2013年 | 《地心引力》                 | 是   | 是   | 是   | 是   |          |
| 2018年 | 《罗马》                     | 是   | 是   | 是   | 是   |          |
| 2020年 | 《女巫們》                   |      |      | 是   |      |          |

### 劇集
| 年份   | 劇集         | 導演 | 編劇 | 監製 | 剪輯 | 助理導演 |
| ------ | ------------ | ---- | ---- | ---- | ---- | -------- |
| 2024年 | 《免責聲明》 | 是   | 是   | 是   |      |          |

## 外部連結
- 艾方索·柯朗在互联网电影资料库（IMDb）上的資料（英文）
- 艾方索·柯朗在豆瓣上的资料（简体中文）